# Tore Bjørseth Berdal
Tore Bjørseth Berdal (* 2. März 1988 in Tønsberg) ist ein ehemaliger norwegischer Skilangläufer.

## Werdegang
Berdal gab im Januar 2007 in Sjusjøen sein Debüt im Scandinavian Cup, bei dem er über 15 km klassisch im Massenstart Rang 111 belegte und über 10 km Freistil Platz 131 erreichte. Seine erste Punkteplatzierung gelang ihm im Dezember 2011 mit Rang 24 über 3,75 km Freistil in Vuokatti. Im Januar 2013 erzielte Berdal in Östersund mit Platz zehn über 15 km Freistil sowie dem neunten Rang über 15 km klassisch zwei Top-10-Platzierungen. Im Dezember 2013 wurde er Neunter beim La Sgambeda im Freistil. Beim Marcialonga im Januar 2014 belegte Berdal Rang sechs. Im Folgejahr wurde er Fünfter beim Marcialonga und erreichte eine Woche darauf Platz zwei beim König-Ludwig-Lauf. In der Gesamtwertung der Ski Classics 2014/15 erreichte Berdal Rang sieben. Im Januar 2016 wurde Berdal Vierter beim Marcialonga. In der Saison 2017/18 gewann er den Marcialonga und errang beim König-Ludwig-Lauf den zweiten Platz. Im folgenden Jahr siegte er beim Wasalauf und erreichte den vierten Platz in der Gesamtwertung der Ski Classics 2018/19. In seiner letzten Saison als aktiver Sportler 2019/20 gewann er den Marcialonga.

## Erfolge

### Siege bei Worldloppet-Cup-Rennen
| Nr. | Datum           | Ort          | Rennen            | Disziplin                |
| --- | --------------- | ------------ | ----------------- | ------------------------ |
| 1.  | 4. Februar 2018 | Oberammergau | König-Ludwig-Lauf | 44 km klassische Technik |

### Siege bei Ski-Classics-Rennen
| Nr. | Datum           | Ort                          | Rennen      | Disziplin                   |
| --- | --------------- | ---------------------------- | ----------- | --------------------------- |
| 1.  | 3. März 2019    | Mora                         | Wasalauf    | 90 km klassisch Massenstart |
| 2.  | 26. Januar 2020 | Val di Fiemme / Val di Fassa | Marcialonga | 70 km klassisch Massenstart |

### Medaillen bei nationalen Meisterschaften
- 2014 in Lillehammer: Silber mit der Staffel